# 高知市立はりまや橋小学校
高知市立はりまや橋小学校（こうちしりつ はりまやばししょうがっこう）は、高知県高知市はりまや町二丁目にある公立小学校。
高知市の名所の一つである播磨屋橋（はりまや橋）の近くにある小学校である。

## 沿革
本校は高知市立新堀小学校と高知市立追手前小学校の統合によって開校した。校地は新堀小学校をそのまま利用している。追手前小学校の跡地はオーテピアとなり、高知県立図書館と高知市民図書館が移転している。

### 前史
追手前小学校は、私学成章学舎を母校として、1872年（明治5年）に創立された高知街連合公立小学校を起源とする。その後高知市第三尋常小学校となり、高知大空襲で校舎が焼失した後、1947年（昭和22年）に高知市立追手前小学校と改称し翌年に第三小跡地に再建された。
新堀小学校は1947年、大空襲で焼失した高知市立第一小学校と高知市立第二小学校を統合して創立された。
両校は2013年3月に閉校。同年4月に統合して高知市立はりまや橋小学校となった。

### 年表
- 2008年（平成20年）
  - 4月 - 追手前小学校との統合に関する校名検討委員会発足。
  - 11月 - 公募により、校名を「はりまや橋小学校」と決定。
- 2009年（平成21年）7月 - はりまや橋小学校施設整備委員会発足。
- 2010年（平成22年）12月 - 新堀小学校プール改修工事竣工。
- 2011年（平成23年）
  - 1月 - はりまや橋小学校リニューアル工事検討会発足。
  - 6月 - 新堀小学校プール落成式典挙行。同月、新堀小学校第1期校舎改造大規模工事竣工。
  - 10月 - 新堀小学校第1期校舎改造大規模工事完了。
- 2012年（平成24年）
  - 1月 - はりまや橋小学校開校準備協議会。
  - 6月 - 新堀小学校第2期校舎改造大規模工事竣工。
  - 8月 - 特別支援学級名を「にこにこ学級」と決定。
  - 10月 - 新堀小学校第2期校舎改造大規模工事完了。同月、公募により、校章が決定。
  - 12月 - グランド整備工事と放課後児童クラブ棟新築工事竣工。
- 2013年（平成25年）
  - 2月 - グランド整備工事と放課後児童クラブ棟新築工事完了。
  - 3月 - 新堀・追手前の両小学校で、閉校記念式典挙行。
  - 4月 - 新堀・追手前の両小学校を統合し、はりまや橋小学校開校。開校時点で、学級数16学級・児童数403名。
  - 5月 - 開校記念式典挙行。
- 2015年（平成27年）2月 - 運動場南東面に防球ネット増設。同月、校舎東壁に「子ども見守りカメラ」設置。
- 2016年（平成28年）3月 - 給食調理場棟北壁に「子ども見守りカメラ」設置。

## 周辺
- 新堀川
- 新堀公園
- 高知県道249号後免中島高知線
- なお、やや離れた場所には、校名にもなった播磨屋橋がある。

## アクセス
- とさでん交通後免線菜園場町停留場から徒歩約495m・約8分。
- とさでん交通駅前線蓮池町通停留場から徒歩約330m・約5分。